# Dedicated Side B
Dedicated Side B – album kanadyjskiej piosenkarki Carly Rae Jepsen wydany w 2020 roku przez 604 Records, School Boy Records i Interscope Records.
Album składa się z piosenek powstałych podczas sesji nagraniowych do płyty Dedicated z 2019 roku, które jednak nie zostały wykorzystane. Było to drugie tego typu wydawnictwo w karierze Jepsen, po EP-ce Emotion: Side B z 2016 roku, na którą trafiły niewydane utwory z albumu Emotion. Materiał na płycie jest utrzymany w stylu dance-popowym z domieszką disco i powstał we współpracy z takimi muzykami jak Tavish Crowe, Jack Antonoff czy Markus Krunegård. Piosenkarka potwierdziła zamiar wydania Dedicated Side B już w maju 2019, a płyta ostatecznie ukazała się nieco ponad rok później, zapowiedziana z zaledwie kilkudniowym wyprzedzeniem i promowana teledyskiem „This Love Isn’t Crazy”. Japońska edycja CD zawierała jako bonus wydany kilka miesięcy wcześniej singel „Let’s Be Friends”. Wydawnictwo spotkało się z pozytywnymi recenzjami.

## Lista utworów
Wersja podstawowa
1. „This Love Isn’t Crazy” – 3:53
2. „Window” – 3:18
3. „Felt This Way” – 3:37
4. „Stay Away” – 3:37
5. „This Is What They Say” – 3:34
6. „Heartbeat” – 4:12
7. „Summer Love” – 3:15
8. „Fake Mona Lisa” – 2:12
9. „Let’s Sort the Whole Thing Out” – 3:53
10. „Comeback” (oraz Bleachers) – 3:44
11. „Solo” – 3:16
12. „Now I Don’t Hate California After All” – 4:53

Bonusy na wersji japońskiej
13. „Let’s Be Friends” – 3:10
14. „Always on My Mind” – 3:15

## Pozycje na listach
| Kraj                               | Pozycja |
| ---------------------------------- | ------- |
| Japonia (Oricon)                   | 60      |
| Kanada (Billboard Canadian Albums) | 58      |
| Wielka Brytania (UK Albums Chart)  | 42      |